# Loch Vostok
Loch Vostok – szwedzki zespół wykonujący metal progresywny. Nazwany na cześć podziemnego jeziora na Antarktydzie. Zespół Loch Vostok powstał z inicjatywy perkusisty Teddy Möller w 2001 roku. Po wcześniejszym rozpadzie byłego zespołu Mayadome. Pierwszy raz w Polsce Loch Vostok zagrało 28 listopada 2010 roku jako support grupy Therion.

## Członkowie

### Obecni członkowie
- Teddy Möller – wokal
- Niklas Kupper – gitara/wokal (2001-2010, od 2011)
- Mattias Hagberg – keyboard/wokal (od 2015)
- Jimmy Mattsson – gitara basowa/wokal (od 2011)
- Lawrence Dinamarca – perkusja (od 2010)

### Byli członkowie
- Erik Grandin – gitara basowa (2001–2002)
- Sebastian Okupski – keyboard (2001–2004)
- Andreas Lindahl – keyboard (2004–2005)
- Mano Lewys – gitara (2010-2011)
- Alvaro Svanerö – perkusja (2001-2009)
- Tomas „Tym” Jonsson – gitara basowa (2002-2010)
- Fredrik Klingwall – keyboard (2005-2015)

## Dyskografia
- 2004: Dark Logic
- 2006: Destruction Time Again!
- 2009: Reveal No Secrets
- 2011: Dystopium
- 2012: V: The Doctrine Decoded
- 2015: From These Waters
- 2017: Strife